# هانس أوتو يونغ
هانس أوتو يونغ (بالألمانية: Hans Otto Jung)‏ هو عازف بيانو ألماني، ولد في 17 سبتمبر 1920 في Lorch am Rhein ‏ في ألمانيا، وتوفي في 22 أبريل 2009 في روديشيم أم راين في ألمانيا.

## وصلات خارجية
- هانس أوتو يونغ على موقع ميوزك برينز (الإنجليزية)
- هانس أوتو يونغ على موقع أول ميوزيك (الإنجليزية)